# 화염산

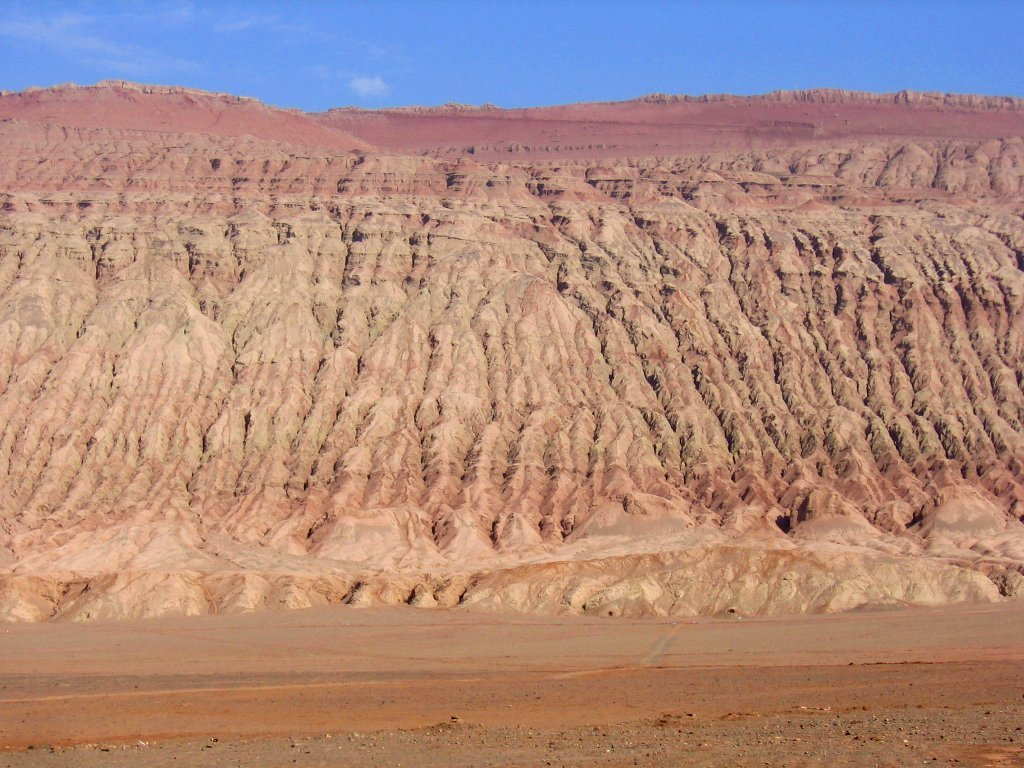
투루판 근처의 화염산

화염산(중국어: 火焰山, 병음: Huǒyànshān 훠옌산[*])은 중국 신장 위구르 자치구 지역의 톈산산맥의 황무지 절벽이자 언덕으로 붉은 사암 언덕이다. 화염산은 북쪽으로는 타클라마칸 사막의 경계와 동쪽으로는 투루판시와 가깝게 위치하고 있다.

## 개요
화산 활동에 의해 오랜 세월 동안에 침식되어 형성된 협곡과 산으로 용암이 녹아서 산 아래로 길을 내었고, 화염산의 불타는 형상을 갖추게 했다.
화염산은 총 98km의 길이와 9km의 너비를 가지며, 타림 분지를 동에서 서로 가로지르고 있다. 화염산의 평균 높이는 500m이며, 여름에는 50°C 이상 극도로 기온이 올라가 중국에서 가장 더운 지점을 기록하고 있다. 중국에서 가장 큰 온도계가 있으며, 투루판 주변의 유적지와 맞물려 인기있는 관광지가 되고 있다.

## 실크로드

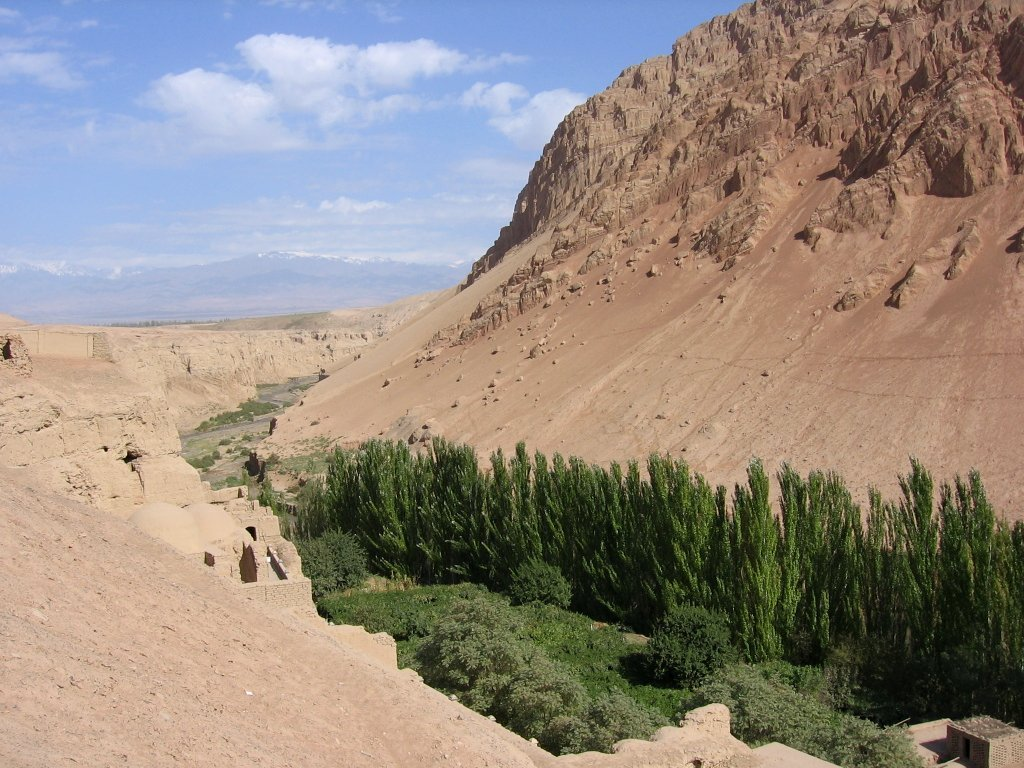
화염산 아래 절벽의 베제클리크 천불동 유적

고대에 타클라마칸 사막은 상인들이 실크로드를 거쳐 동남아시아를 횡단하는데 있어 기피하는 곳이었지만, 사막 경계에 가오창구와 같은 오아시스 도시가 들어서면서, 교통의 요지가 되었다. 가오창은 대상들에게 필수적인 중간 기착지가 되었다. 수도승들도 북적이는 국제 무역로를 따라 여행하기 하였으며, 이 기간 동안 실크로드와 수도승, 불교 사원이 번성하였고, 주요 무역로에 사원이 세워졌다.
베제클리크 천불동 유적은 가오창을 지나는 가파른 화염산 벼랑 아래에 자리를 잡았다. 이곳은 5세기에서 9세기까지의 불교 유적이 있는 70여 개의 석굴로 이루어져 있으며, 수천 여개의 불교 벽화가 있었다.

## 문학
화염산은 16세기 명나라 시대에 나온 소설 《서유기》에서 삼장법사 현장에 의해 이름이 지어졌다. 이 소설은 서기 627년 경전을 가져오기 위해서 인도로 간 삼장의 이야기를 극화한 것으로 가오창을 떠나 천산에서 장면도 묘사하고 있다.
삼장법사는 손오공 등을 데리고, 불경을 가지러 인도에 가다가 서역에서 거대한 화염산에 부딪친다. 손오공이 파초선을 빌려 불을 끄게 되는 배경지가 바로 화염산이다.

## 같이 보기
- 가오창구
- 투르판